# Edlunda
Edlunda, tidigare Östra Granholmen, är en ö i Stockholms innerskärgård söder om Vaxholm vid farleden mellan Stockholm och Kapellskär.
Ön och dess närmast grannö (Granholmen) fick under senare delen av 1800-talet namnen Östra och Västra Granholmen efter bleckslagarmästarna och bröderna Erik och Carl Fredrik Granholm, som köpte de båda öarna på 1860-talet. Det nya namnet Edlunda har uppkommit efter grosshandlaren Theodor Edlund (1841-1905), som på 1880-talet köpte den östra delen av ön och 1882 uppförde Villa Edlunda, det första huset på ön. Theodor Edlund var direktör för Linköpingsföretaget Jäst & Spritfabriken AB.
På Edlunda ligger tvåvåningsvillan Villa Ottarsberg från omkring 1884, som uppfördes av ornamentsbildhuggaren Adolf Nyholm (1829-99) och är ett byggnadsminne sedan 1984. Andra som tidigt hade sommarvillor på Edlunda var Berndt August Hjorth, Sten Dehlgren och Axel Notini.
Edlundas ångbåtsbrygga ligger på norrsidan av ön som ägs av waxholmsbolaget.

## Bilder

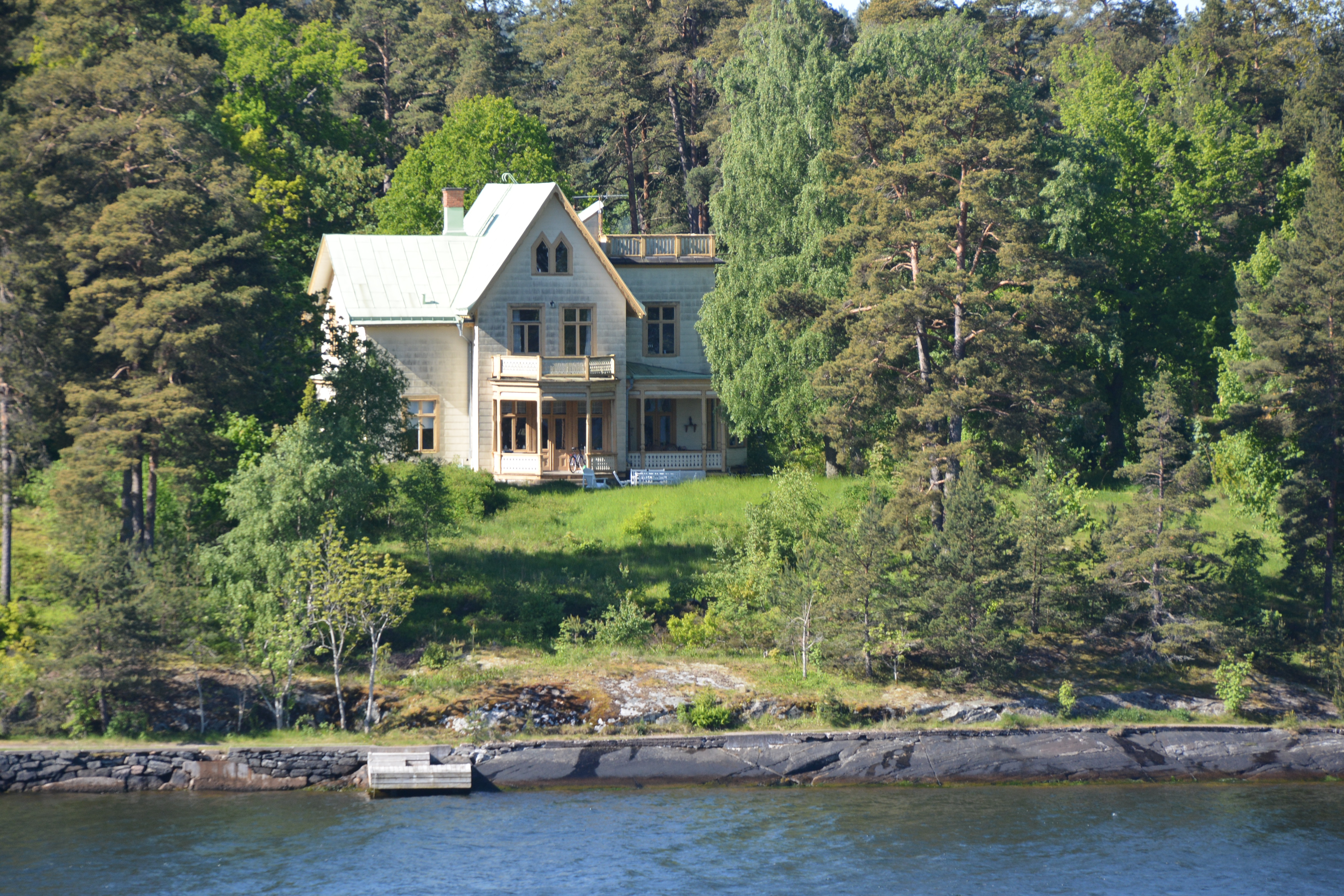
Villa Edlunda.
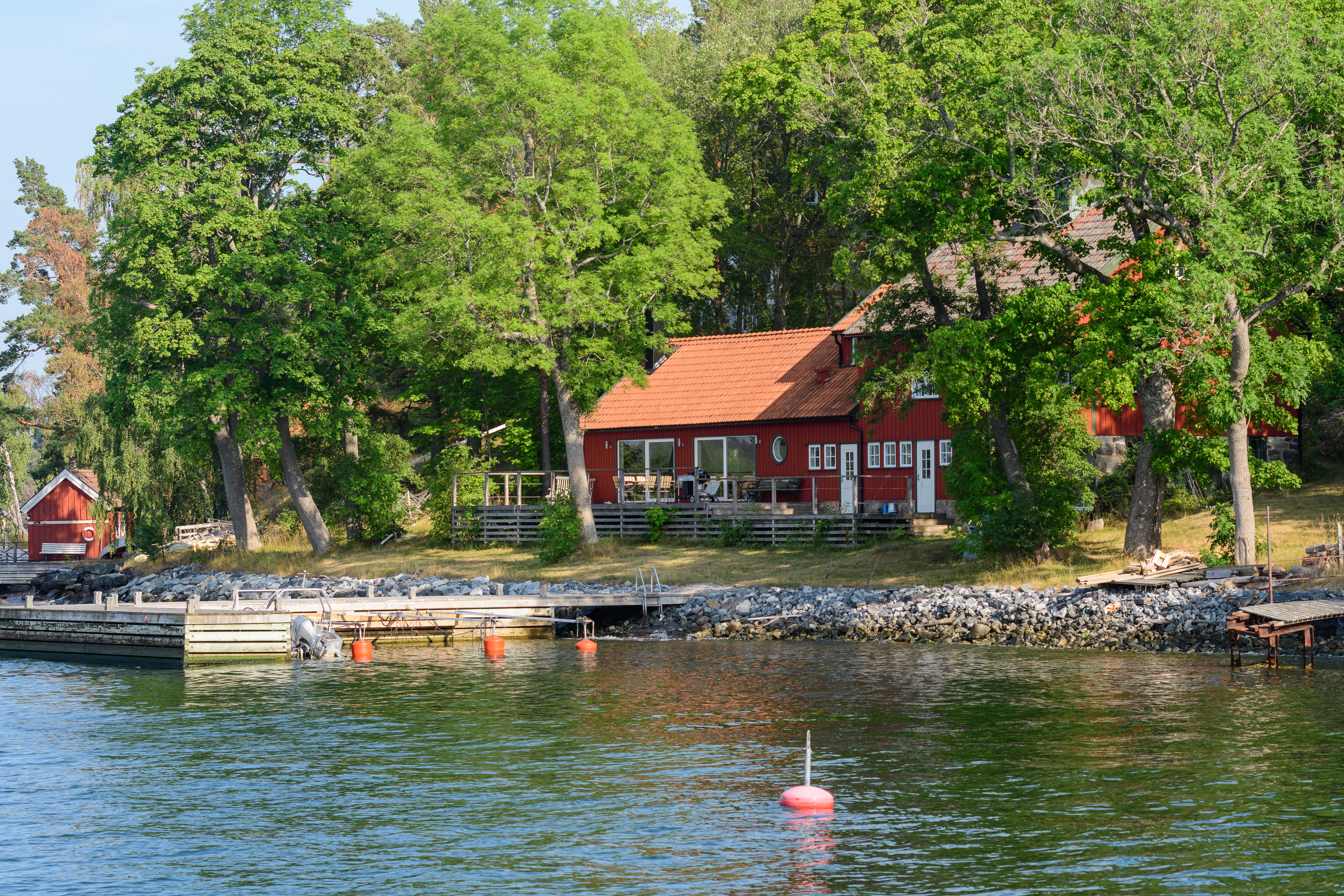
Sommarhus på ön.
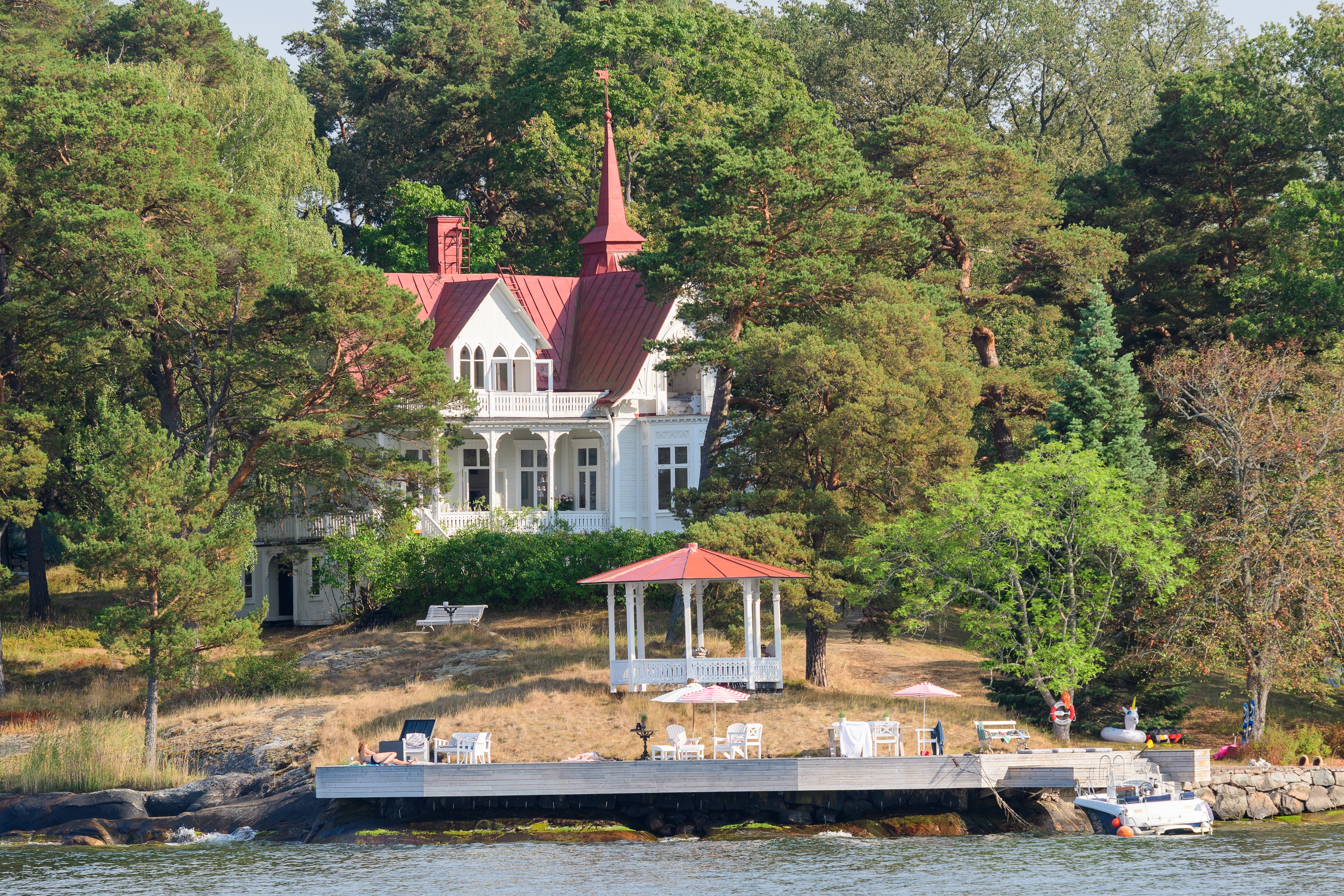
Villa Ottarsberg.
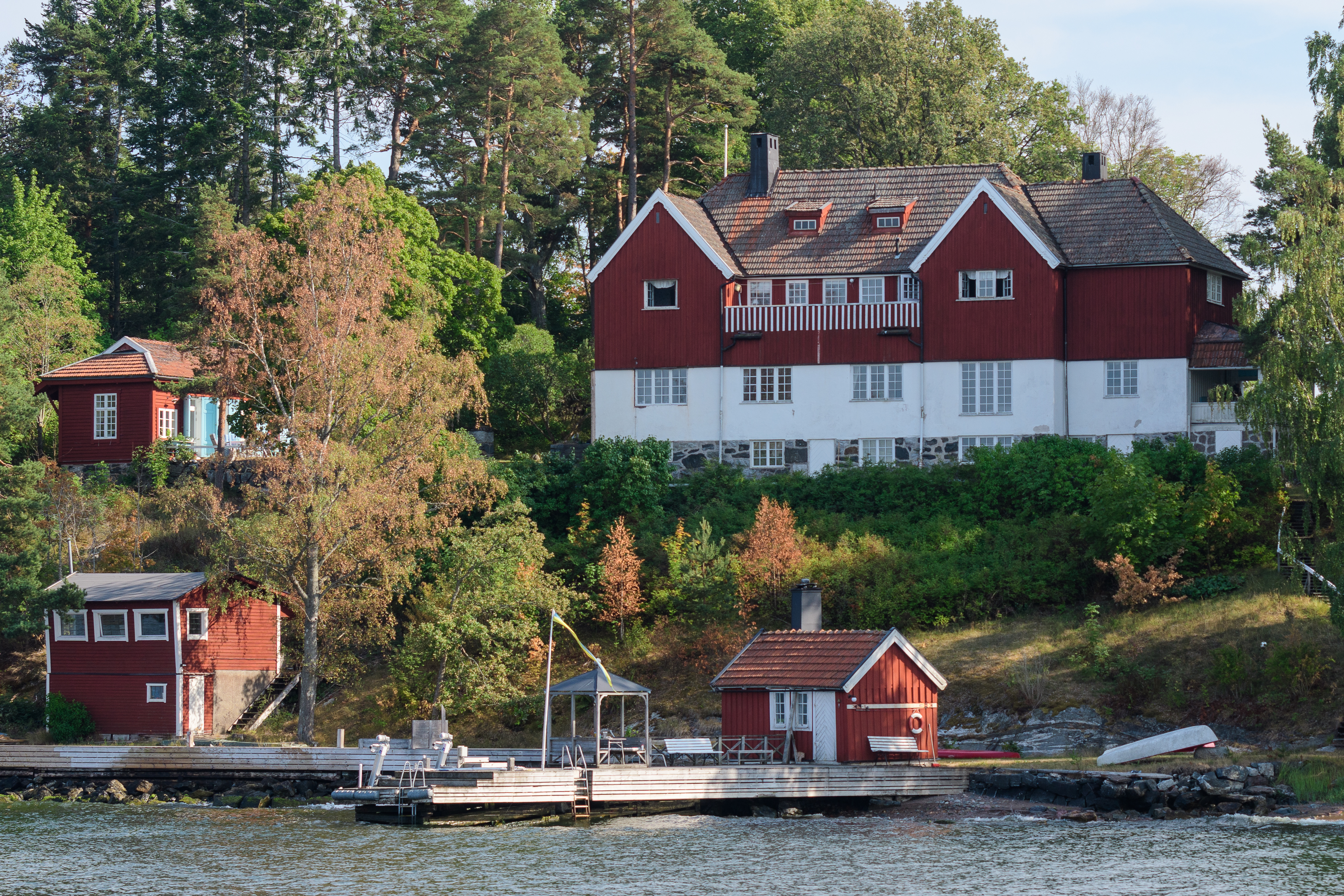
Sommarhus på ön.